# パリ国立高等鉱業学校

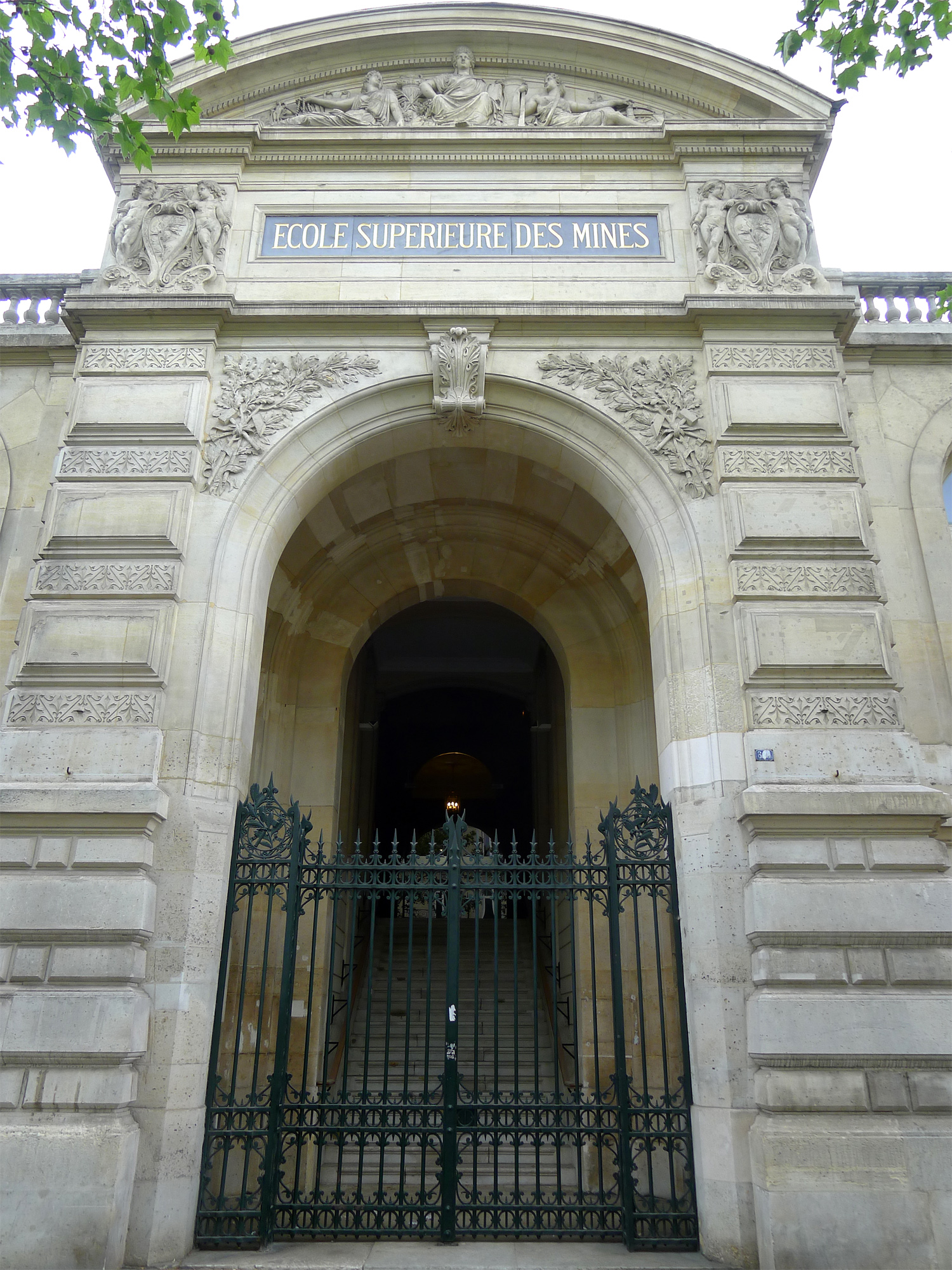
サン＝ミッシェル大通りに接する校舎 (n°60 Boulevard Saint-Michel)

パリ国立高等鉱業学校（パリこくりつこうとうこうぎょうがっこう、フランス語: École nationale supérieure des mines de Paris〈エコール・ナショナル・シュペリウール・デ・ミンヌ・ド・パリ〉、略称: ENSMP）は、フランス・パリの工学系グランゼコール。PSL研究大学構成校。

## 概説
理工科学校（エコール・ポリテクニーク）、国立土木学校に並ぶフランス理工系の最高峰であり、多くの技術者や技術官僚を輩出している。
通称はミンヌ・パリテック（Mines ParisTech）、エコール・デ・ミンヌ（École des Mines）、エコール・デ・ミンヌ・ド・パリ（École des Mines de Paris）、あるいは単にミンヌ・パリ（Mines Paris）やミンヌ（Mines）など。略称はENSMP。
工学系グランゼコールの中で、国立土木学校 、エコール・ポリテクニーク、エコール・サントラル・パリと並ぶ名門校であり、現在でも入学難易度が高いことで知られている。また、卒業生は実業界において重要な位置を占めるなど、幅広い活躍で知られる。パリの科学技術研究機関であるParisTechの有力なメンバーである。
1967年、パリ近郊のフォンテーヌブローとエヴリーに校舎が設けられ、1976年には南仏のソフィア・アンチポリスのテクノポリスにも校舎が設けられた。
グランゼコールの他の国立高等鉱業学校等としては、ドゥエー校 (fr)、ナンシー校 (fr)、ブルターニュ・ロワール（ブレスト・ナント・レンヌ）校 (fr)、サン＝テティエンヌ校 (fr)、アルビ＝カルモー校 (fr )、アレス校 (fr) などが置かれている。

## 歴史

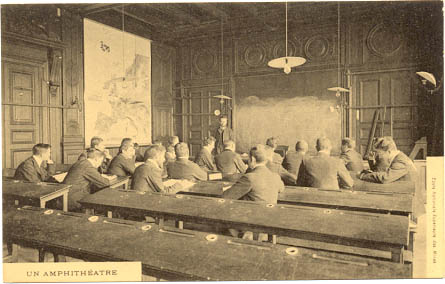
19世紀の授業風景

ルイ16世の勅命により王立鉱業学校 (l'École royale des Mines) として1783年に創立され、造幣局（Hôtel de la Monnaie、現在のパリ6区、パリ造幣局博物館）に設置された。フランス革命の初期には一時閉鎖されたが、1794年に国家公安委員会の布告によって再建された。1802年にはサヴォワ県に移された。その後、1814年のフランス復古王政の後、校舎は現在のリュクサンブール公園内の東側にあるヴァンドーム館（fr, 現在のパリ6区サン＝ミッシェル大通り60番地）に置かれた。

ヴァンドーム館の沿革や名称の由来は、1707年に建築家アレクサンドル・ル・ブロンにより建造され、1714年にヴァンドーム公ルイ・ジョゼフ・ド・ブルボン未亡人マリー・アンヌ・ド・ブルボン＝コンデ (en) がタウンハウスに借りたため。のちに光学科学者の第5代ショーヌ公ミシェル・ダルベール (fr) らショーヌ公一族が居住したりしたが、フランス革命期に没収された。1794年に同館に現在まで続く鉱物学博物館 (fr) が設置され、1815年からミンヌの校舎に用いられている。

## 教育
元来は鉱業技術者の養成校として設立されたが、工業技術の発達や社会の変化とともに、工学分野一般の技術者を養成する学校となり、現在にいたる。卒業生は、実業界において経営者などの重要な位置を占めることが想定されており、技術者としてだけでなく、経済、経営、社会科学などの分野において高い教育を受ける（例えば、社会科学学科はブルーノ・ラトゥールによる授業が行われている）。

### ディプロマ
パリ国立高等鉱業学校は複数の教育課程がある。
- Ingénieurs civils の教育はフランスのグランゼコールのトップランクのディプロマである。
- Corps des mines はフランスにおけるトップランクの技術者養成の課程である。課程は3年間行われ、多くの期間が国営企業と私企業における実務研修に割り当てられている。
- 博士課程や修士課程の教育は、様々な分野にわたって行われている。

### 入学
- Ingénieurs civils への入学はフランス国民において非常に高い競争率を経て、グランゼコール準備期間授業の終わりに決定される。
- Corps des mines はエコール・ポリテクニークの毎年上位10人の学生と、パリ国立高等鉱業学校と高等師範学校の特定の課程を修了した学生、またはフランスの他のトップランクの組織を修了した学生が入学可能である。

## 著名な出身者
- アンリ・ポアンカレ - 数学者・哲学者

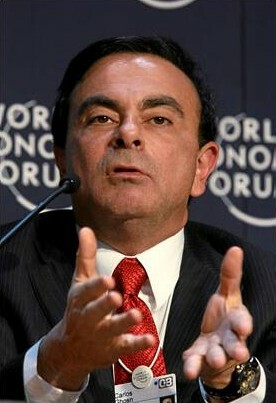
カルロス・ゴーン 元日産CEO

- モーリス・アレ - ノーベル経済学賞受賞者
- ジョルジュ・シャルパック - ノーベル物理学賞受賞者
- アルベール・ルブラン - 元フランス大統領・政治家
- エミール・クラペイロン - 物理学者
- シャルル＝ユージェヌ・ドロネー - 天文学者・数学者
- レオン・ワルラス - 経済学者 / 一般均衡理論など現代の近代経済学の根本を創り上げた人物。中退
- アンリ・ヴィクトル・ルニョー - 化学者・物理学者
- アンリ・ルシャトリエ - 化学者
- ガブリエル・ラメ - 数学者
- アラン・ポエール - 元フランス大統領
- ジャック・アタリ - 経済思想家、ミッテラン元大統領顧問
- カルロス・ゴーン -日産自動車 元・会長兼最高経営責任者

## ENSMP世界大学ランキング
ENSMPは世界大学ランキングを作成している機関の一つである。上海交通大学の大学ランキングがノーベル賞とフィールズ賞の数に基づいて学術的なものであるのに対し、ENSMPはフォーチュン・グローバル500にランクされる世界上位500社の経営者の数を対象とした職業人のものである。
| 2008年度 | 2007年度 | 大学名                   | 国             | 平均スコア |
| -------- | -------- | ------------------------ | -------------- | ---------- |
| 02       | 01       | ハーバード大学           | アメリカ合衆国 | 100.0      |
| 01       | 02       | 東京大学                 | 日本           | 91.1       |
| 03       | 03       | スタンフォード大学       | アメリカ合衆国 | 88.6       |
| 15       | 04       | エコール・ポリテクニーク | フランス       | 55.1       |
| 07       | 05       | HEC経営大学院            | フランス       | 50.0       |
| 05       | 06       | ペンシルベニア大学       | アメリカ合衆国 | 48.1       |
| 13       | 07       | マサチューセッツ工科大学 | アメリカ合衆国 | 38.0       |
| 11       | 08       | パリ政治学院             | フランス       | 37.3       |
| 10       | 09       | フランス国立行政学院     | フランス       | 32.9       |
| 21       | 10       | パリ国立高等鉱業学校     | フランス       | 31.6       |
| 04       | 11       | 慶應義塾大学             | 日本           | 30.4       |
| 09       | 11       | オックスフォード大学     | イギリス       | 30.4       |
| 11       | 11       | イェール大学             | アメリカ合衆国 | 30.4       |
| 22       | 14       | コロンビア大学           | アメリカ合衆国 | 29.1       |
| 19       | 15       | ペンシルベニア州立大学   | アメリカ合衆国 | 26.6       |
| 0        | 15       | ワイオミング大学         | アメリカ合衆国 | 26.6       |
| 06       | 15       | 早稲田大学               | 日本           | 26.6       |
| 23       | 18       | チャルマース工科大学     | スウェーデン   | 22.8       |
| 24       | 18       | 中央大学                 | 日本           | 22.8       |
| 20       | 18       | デューク大学             | アメリカ合衆国 | 22.8       |
| 14       | 18       | 大阪大学                 | 日本           | 22.8       |
| 26       | 18       | アイオワ大学             | アメリカ合衆国 | 22.8       |